# Mauzoleum Walki i Męczeństwa w Warszawie

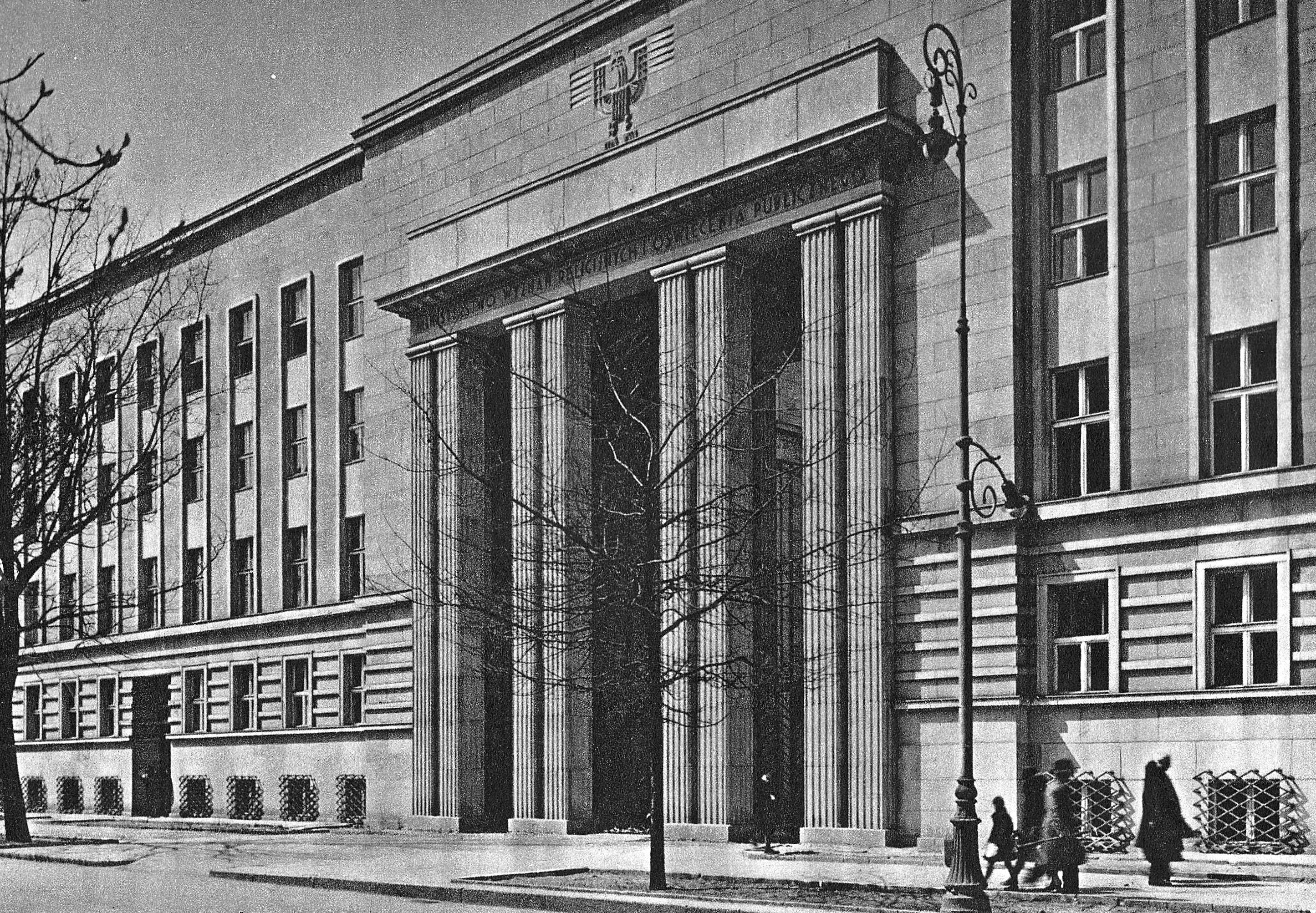
Gmach Ministerstwa Wyznań Religijnych i Oświecenia Publicznego, w czasie okupacji siedziba warszawskiego Gestapo

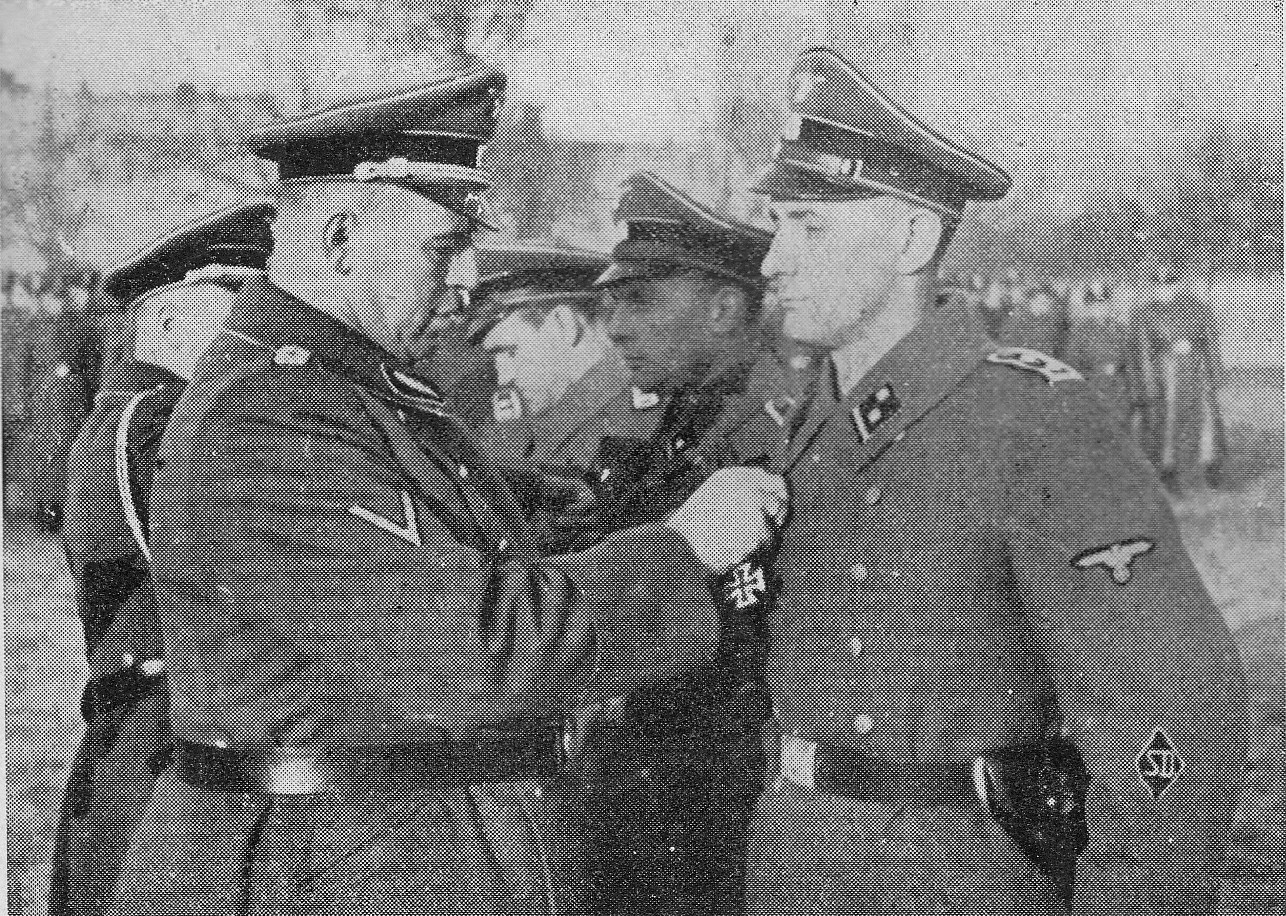
Dekorowanie odznaczeniami funkcjonariuszy Sicherheitspolizei pracujących przy al. Szucha 25

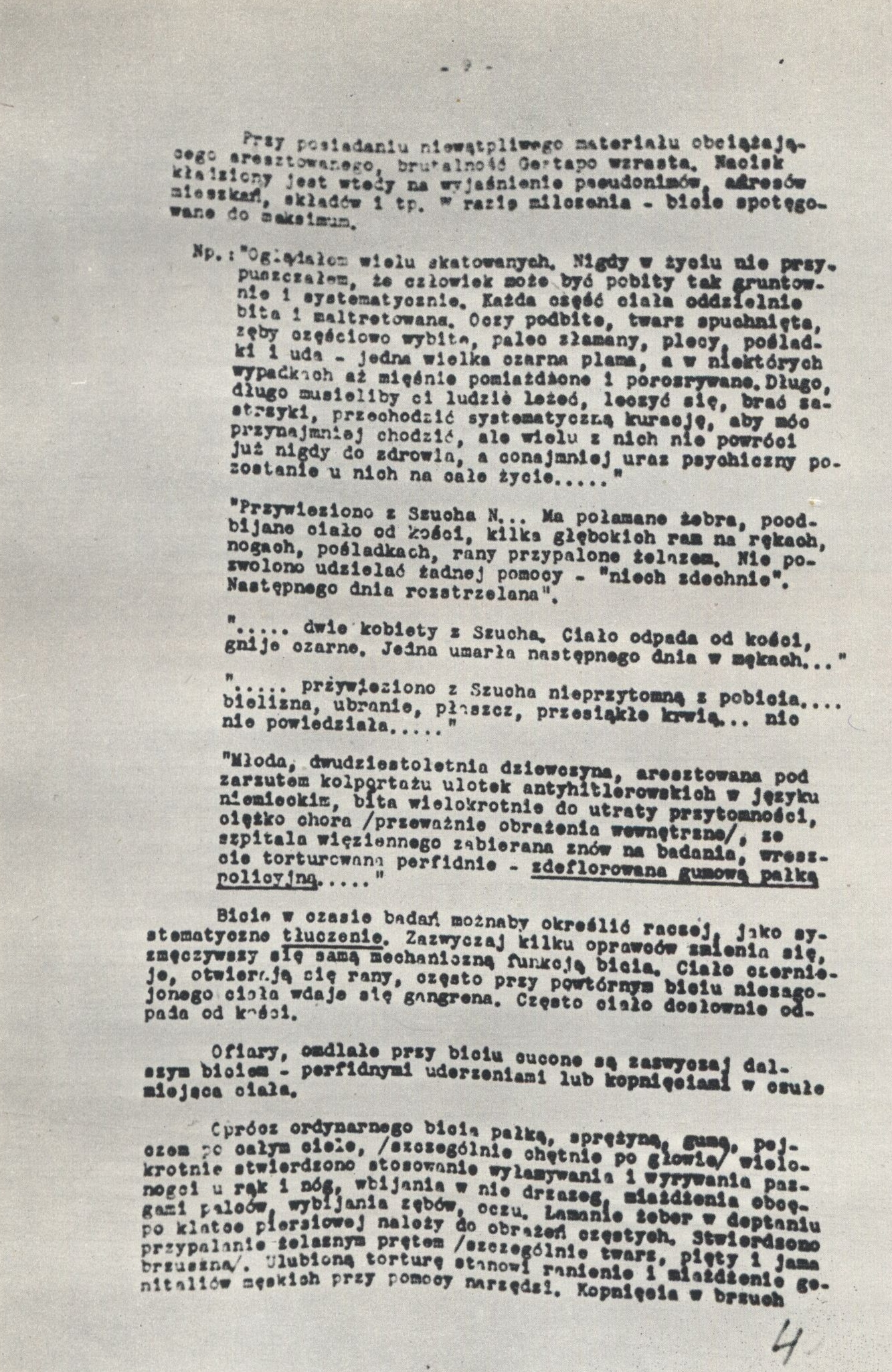
Fragment raportu komórki więziennej Delegatury Rządu na Kraj, opisujący metody śledztwa stosowane przez warszawskie Gestapo

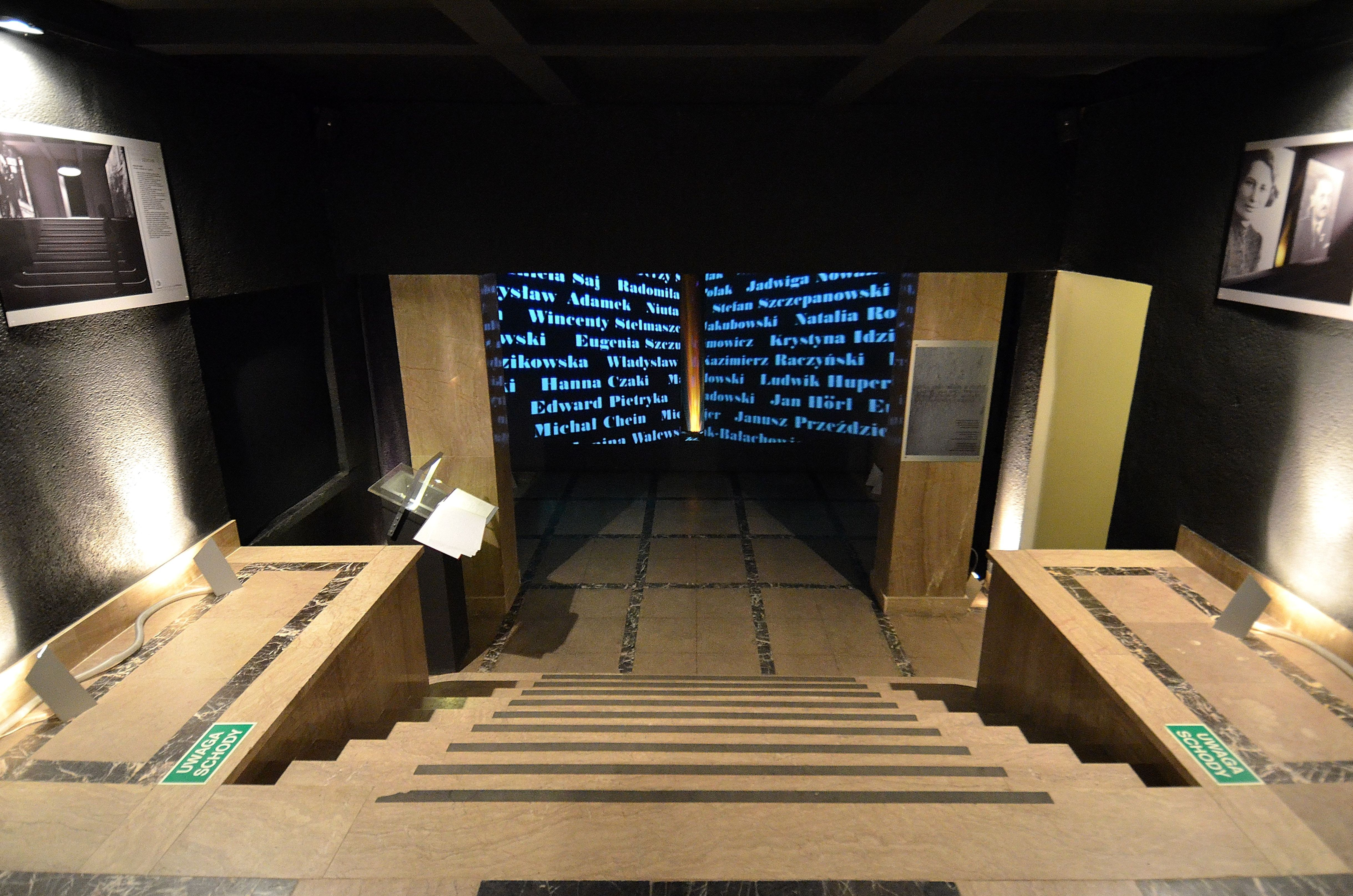
Wejście na teren ekspozycji, gdzie odtwarzana jest etiuda Twarze zamęczonych i wieczny płomień

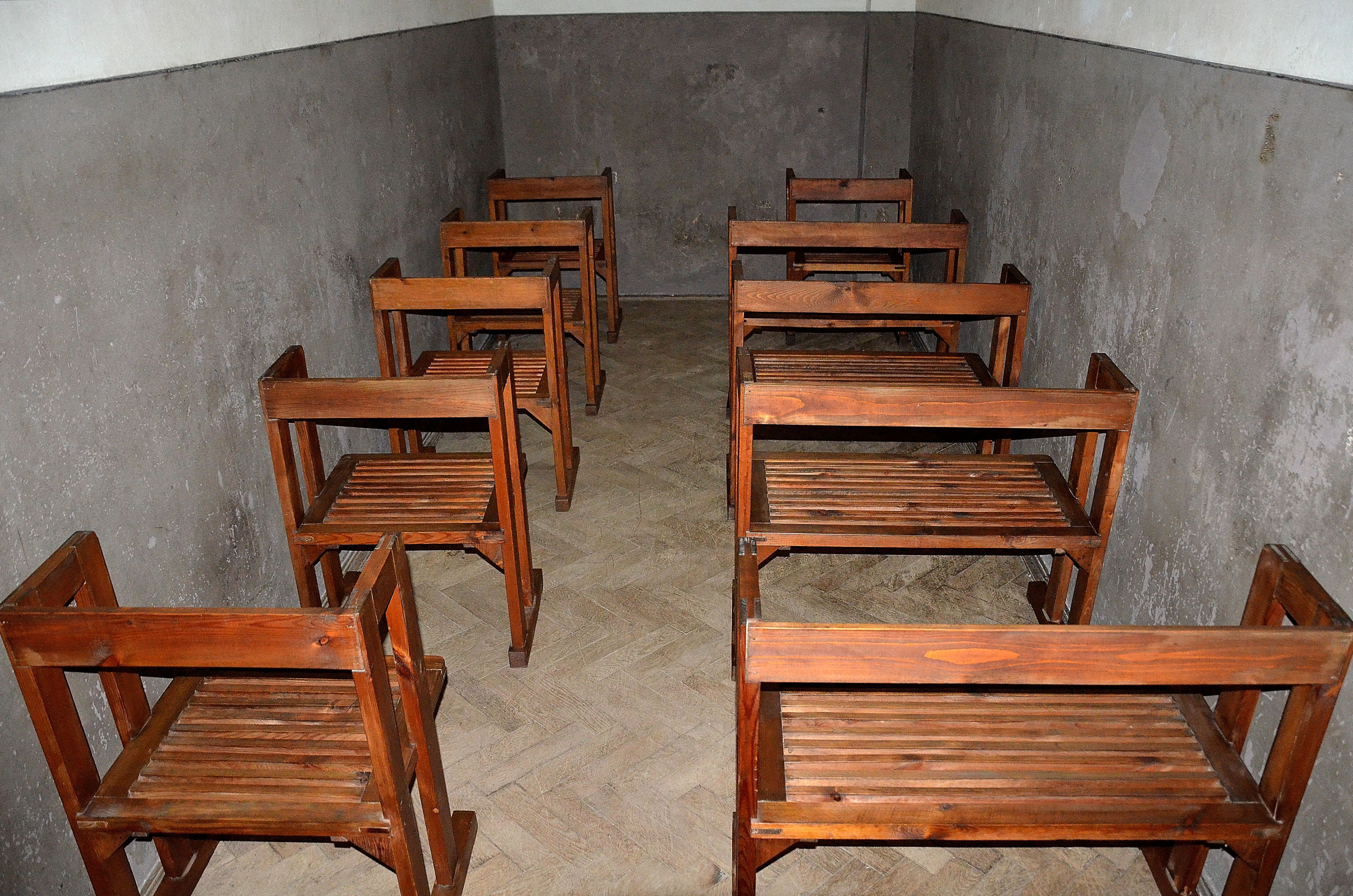
Cela zbiorowa (tzw. tramwaj)

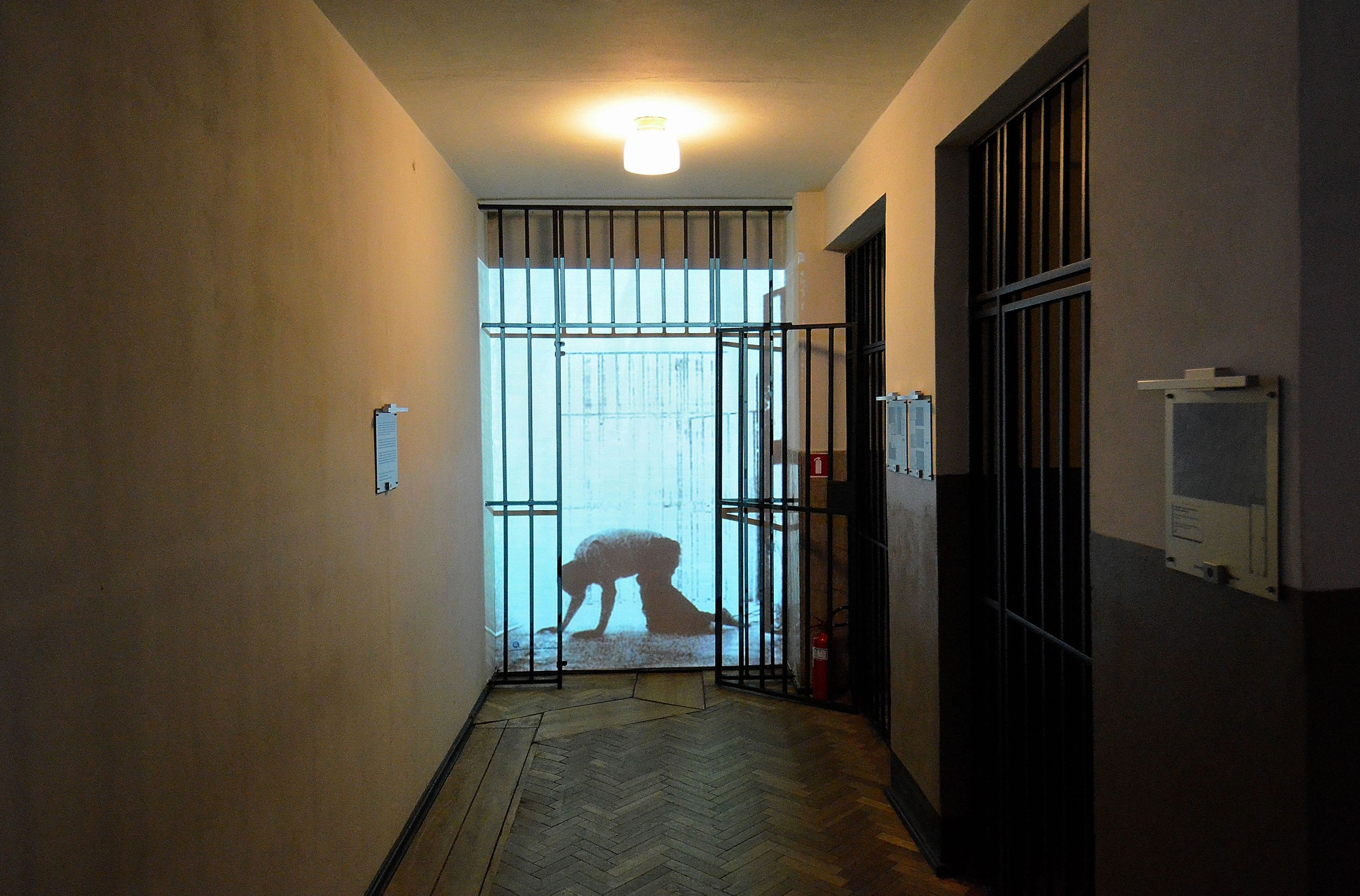
Etiuda Wola przetrwania

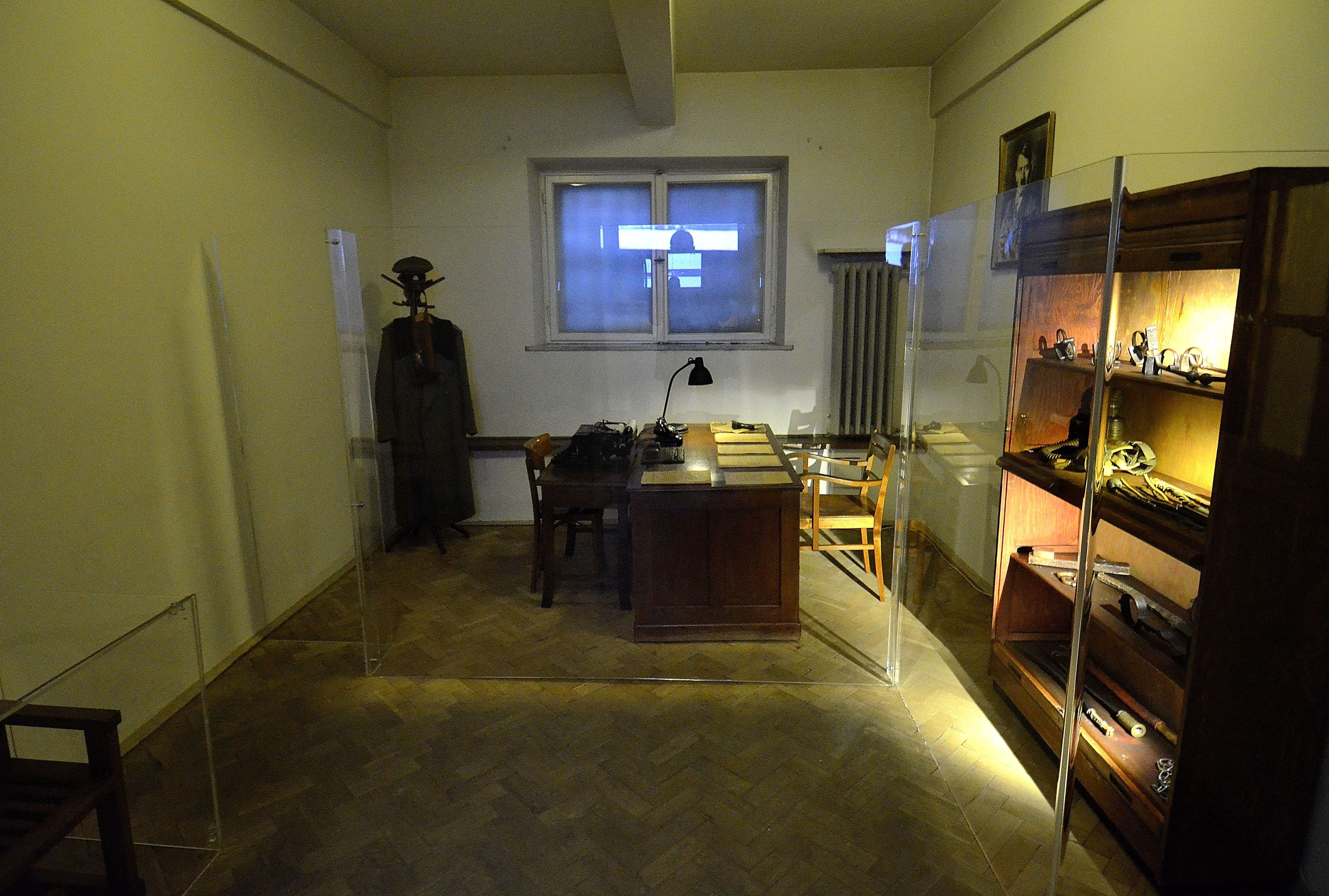
Pokój dyżurnego gestapowca

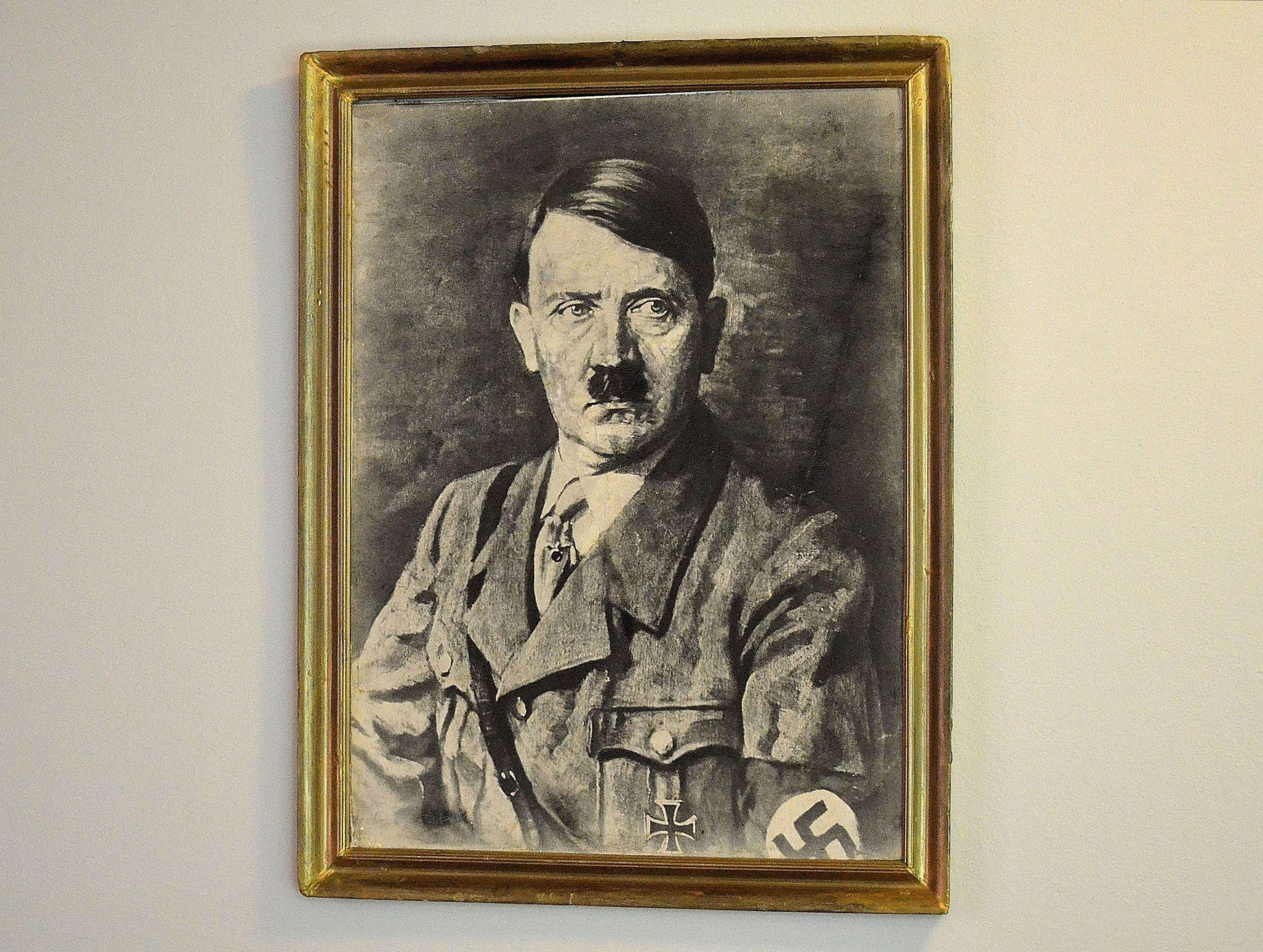
Portret Adolfa Hitlera w pokoju dyżurnego gestapowca

Mauzoleum Walki i Męczeństwa w Warszawie – muzeum mieszczące się w dawnej siedzibie Gestapo w alei Jana Chrystiana Szucha 25, filia Muzeum Więzienia Pawiak będącego oddziałem Muzeum Niepodległości.
Jest jednym z najlepiej zachowanych miejsc niemieckiej nazistowskiej kaźni Polaków w Warszawie.

## Siedziba i więzienie Gestapo w alei Szucha
W czasie okupacji aleja Szucha znalazła się w centrum tzw. dzielnicy policyjnej (posiadającej status Nur für Deutsche), a jej nazwę zmieniono na Strasse der Polizei (pol. ulica Policyjna).
1 października 1939 roku część gmachu przy al. Szucha 25, w którym mieściło się Ministerstwo Wyznań Religijnych i Oświecenia Publicznego, zajęły na kilka dni oddziały Wehrmachtu. 7 października budynek został oficjalnie przejęty przez niemiecką służbę bezpieczeństwa, przekształconą w październiku z Einsatzgruppe IV w Urząd Komendanta Policji Bezpieczeństwa i Służby Bezpieczeństwa dystryktu warszawskiego (niem. Der Kommandeur Sicherheitspolizei und des Sicherheitsdienst für den Distrikt Warschau). Pierwszym szefem Urzędu został SS-Obersturmbannführer Josef Meisinger. W 1941 roku zastąpił go SS-Standartenführer Ludwig Hahn.
Drugie i trzecie piętro oraz część pokoi na parterze i pierwszym piętrze budynku zajmował największy departament hitlerowskiej policji bezpieczeństwa (Sicherheitspolizei, Sipo), czyli Wydział IV Geheime Staatspolizei (Gestapo). Wydział IV składał się z pięciu referatów (A, B, C, E i N), które dodatkowo dzieliły się na sekcje. Podział kompetencji pomiędzy poszczególnymi referatami Gestapo był następujący:
- Referat A – zwalczanie polskiego ruchu oporu
- Referat B – kościoły, wolnomularstwo, sprawy żydowskie
- Referat C – wywiad, zakładnicy, więzienie śledcze, emigranci i cudzoziemcy
- Referat E – kontrwywiad, szpiegostwo gospodarcze, sprawy graniczne i paszportowe, dezerterzy z armii niemieckiej
- Referat N – zbieranie i analiza informacji, donosy i meldunki konfidentów

O tym, jak bardzo były rozbudowane struktury Gestapo w okupowanej Warszawie, może świadczyć fakt, że odnaleziona po wojnie wewnętrzna książka telefoniczna z 1943 roku zawierała 235 numerów telefonów IV Wydziału.
Pozostałą część budynku w al. Szucha 25 zajmowała Służba Bezpieczeństwa (Sicherheitsdienst, SD) na Warszawę oraz dystrykt warszawski. Gmach był pilnie strzeżony przez łańcuch posterunków, dodatkową ochronę zapewniały jednostki tzw. policji porządkowej i ochronnej (Ordnungspolizei) stacjonujące w sąsiednim gmachu Najwyższej Izby Kontroli (nr 23). W późniejszym okresie ulicę z obu stron przegrodzono szlabanami, przy których wybudowano betonowe bunkry.
W suterenie lewego skrzydła gmachu urządzono więzienie śledcze (Hausgefängnis). W celu dostosowania obiektu do nowych zadań przebudowano część pomieszczeń zajmowanych przez magazyn i ekspedycję czasopism oświatowych. Jedną z sal podzielono na 10 małych cel izolacyjnych, do których wstawiono żelazne łóżka. Powstały również 4 cele zbiorowe bez okien, w których więźniowie oczekiwali na przesłuchania. Cele zbiorowe były nazywane „tramwajami”. Nazwa pochodzi od charakterystycznego ustawienia drewnianych ławek w dwóch rzędach wzdłuż ścian. Więźniowie siedzieli w „tramwajach” zwróceni plecami do korytarza, nie mogli poruszać się ani rozmawiać. W każdej z czterech cel na przesłuchania oczekiwało po około 15 osób. Obok wybudowano pokój przeznaczony do doraźnych przesłuchań. Przy pracach budowlanych Niemcy zatrudniali Żydów aresztowanych w Warszawie.
Do gmachu w alei Szucha przywożono więźniów z Pawiaka (najczęściej dwa razy dziennie), innych więzień dystryktu warszawskiego oraz osoby dopiero co aresztowane. Aby wymusić zeznania osadzonych poddawano przesłuchiwaniom z zastosowaniem wymyślnych tortur – bicia (pałką, pejczem, gumą, żelaznymi drągami, kolbami pistoletów), kopania, szczucia psami, przypalania papierosami lub żelaznym prętem (szczególnie twarzy, pięt i jamy brzusznej), miażdżenia palców i genitaliów, wieszania na skutych z tyłu rękach (tzw. słupek), łamania kości, wybijania przednich zębów, uszkadzania gałek ocznych, duszenia maską przeciwgazową z uszkodzonym pochłaniaczem, drażnienia prądem elektrycznym, wlewania wody do nosa przy zakneblowanych ustach, zanurzania głowy więźnia w wiadrze z wodą i trzymanie jej tam aż do wystąpienia objawów uduszenia, wyrywania paznokci oraz wbijania pod nie stalowych igieł.
W celu psychicznego złamania więźniów i skłonienia ich do zeznań torturowano na ich oczach ich najbliższych.
Przesłuchania prowadzono w gabinetach Gestapo na drugim i trzecim piętrze budynku lub w pomieszczeniu dyżurującego gestapowca obok cel więziennych. Krzyki katowanych więźniów zagłuszano nastawionym na maksymalną głośność odbiornikiem radiowym Telefunken. Poddanym brutalnemu śledztwu mógł być każdy, nie chroniły przed nim ani wiek, płeć, ani stan zdrowia. Katowano nawet kobiety w zaawansowanej ciąży.
Skatowanych więźniów, którzy po przesłuchaniach nie mogli już poruszać się o własnych siłach, często wynoszono na noszach. Zdarzało się także, że ofiary były wleczone do więzienia w piwnicy za nogi, włosy lub pasek zaciśnięty na szyi. 
Zwłoki zamordowanych były najczęściej przekazywane do kostnicy miejskiej przy ul. Oczki i mogły zostać wydane rodzinie w celu dokonania pogrzebu.
O skali zadawanych cierpień świadczą m.in. licznie zachowane na ścianach cel napisy. Większość z nich została wydrapana w murze paznokciami, tylko nieliczne zostały napisane ołówkiem lub okruchem węgla. Dla dziesiątków więźniów przesłuchania na Szucha zakończyły się trwałym kalectwem, wielu zadręczono na śmierć. Metody prowadzenia śledztwa przez warszawskie Gestapo często prowadziły do samobójstw zatrzymanych. Próbowali oni odebrać sobie życie m.in. podcinając żyły kawałkami szkła, zbitego lusterka lub blachy. Wiadomo także o kilku przypadkach torturowanych w śledztwie więźniów, którzy wyrywając się Niemcom rzucili się z okien na wewnętrzny dziedziniec.
Osoby, na zeznaniach których Niemcom szczególnie zależało, przetrzymywano w izolatkach, zwykle dodatkowo zakutych w kajdany. Przebywali tu często kilka tygodni, a nawet miesięcy. Przesłuchania pojedynczej osoby mogły powtarzać się kilkadziesiąt razy – Wanda Ossowska, członek ZWZ, związana z wywiadem zagranicznym, była przesłuchiwana w alei Szucha 57 razy. W jednej z izolatek przez trzy miesiące był więziony, a w końcu zamęczony na śmierć, najwyższy przedstawiciel władz cywilnych Polskiego Państwa Podziemnego – delegat Rządu RP na Kraj Jan Piekałkiewicz. Wśród osób przetrzymywanych w tym miejscu byli m.in. Maciej Rataj, Antoni Kocjan oraz Irena Sendlerowa.
Podczas powstania warszawskiego Niemcy dokonywali tutaj masowych egzekucji Polaków, których zwłoki następnie palono w okolicznych budynkach oraz na skwerze u zbiegu Alej Ujazdowskich i alei Szucha. Był to również punkt rozdzielczy dla wypędzanej z zajętych przez Niemców południowych dzielnic Warszawy ludności cywilnej. Ludzi kierowano do obozów koncentracyjnych – poprzez obóz przejściowy w Pruszkowie, lub na roboty przymusowe do Niemiec. Wielu cywilów wykorzystano jako żywe osłony dla hitlerowców atakujących powstańcze barykady.
Trudno jest dokładnie ustalić liczbę ofiar gmachu w alei Szucha 25, większość dokumentów i akt Gestapo została bowiem spalona w 1944 roku w jednym z pokoi gmachu. Rozmiar popełnionej zbrodni, według powojennych ustaleń Okręgowej Komisji Badania Zbrodni Niemieckich w Warszawie z czerwca 1946 roku, obrazuje ilość prochów i kości ludzkich odnalezionych w piwnicach budynków przy al. Szucha, które ważyły ok. 5,5 tony. Prochy ofiar więzienia oraz pobliskiego budynku GISZ (Al. Ujazdowskie 3/5) zostały przewiezione na Cmentarz Powstańców Warszawy na warszawskiej Woli.

## Po zakończeniu II wojny światowej
Gmach przy al. Szucha 25 nie został zniszczony w ostatnich miesiącach wojny. Byli więźniowie i mieszkańcy Warszawy zaczęli traktować to miejsce jak cmentarz – paląc znicze i składając kwiaty. Podjęli również inicjatywę utworzenia w podziemiach budynku mauzoleum – miejsca pamięci narodowej.
Na mocy postanowień uchwały Rady Ministrów z 25 lipca 1946 roku pomieszczenia piwnic więzienia Gestapo przy al. Szucha 25 w Warszawie uznane zostały za miejsce martyrologii, świadectwo męki i bohaterstwa Polaków. Zdecydowano zachować areszt w stanie nienaruszonym i utworzyć w nim muzeum.
Mauzoleum Walki i Męczeństwa zostało otwarte 18 kwietnia 1952 roku.

## Ekspozycja
Podczas tworzenia ekspozycji w podziemiach gmachu przy al. Szucha zachowano w stanie zbliżonym do pierwotnego, wraz z częścią oryginalnego wyposażenia, 4 cele zbiorowe, korytarze i 10 cel izolacyjnych. Na podstawie zeznań byłych więźniów (nie odnaleziono dotychczas żadnych zdjęć wykonanych tutaj w czasie wojny) odtworzono pokój dyżurującego gestapowca, w którym dokonywano doraźnych przesłuchań. W gablocie po prawej stronie można obejrzeć m.in. podręczne narzędzia tortur wykorzystywane przez Niemców, a po lewej – drewniany kozioł do bicia więźniów. Na biurku znajdują się rozłożone akta, pistolet oraz maszyna do pisania w której wałek wkręcony jest protokół z przesłuchania, obok stoi wieszak na którym wisi płaszcz, czapka oraz pas z kaburą pistoletu. Na ścianie umieszczono portret Adolfa Hitlera.
W 2008 roku mauzoleum zostało zmodernizowane i unowocześnione. Zwiedzającym towarzyszy 5 projekcji multimedialnych, z których najbardziej poruszającą jest etiuda Wola przetrwania, pokazująca upadającego i podnoszącego się więźnia. Jest wyświetlana w miejscu, w którym w czasie wojny znajdowało się przejście z więzienia śledczego do gmachu głównego. Tędy wprowadzano i wyprowadzano zatrzymanych, a pod ścianą oraz w znajdującej się obok komórce Niemcy składali ciała osób zamordowanych podczas śledztwa.
W wąskim korytarzu prowadzącym do cel izolacyjnych można usłyszeć czytane przez aktorów grypsy i relacje więźniów. Na wprost obecnego wejścia do mauzoleum odtwarzana jest etiuda Twarze zamęczonych i wieczny płomień wraz z ok. 5–minutowym nagraniem z historią tego miejsca (w językach polskim, angielskim lub niemieckim).
Na ścianie korytarza umieszczono 4 terminale z prezentacjami historycznymi (m.in. interaktywne przedstawienie trasy, jaką z Pawiaka na Szucha pokonywały ciężarówki z więźniami).
Ekspozycję mogą zwiedzać osoby powyżej 14 roku życia.

## Epilog
W latach 60. dokonano dalszych badań pomieszczeń więzienia, zakonserwowano i odczytano ponad tysiąc napisów i tekstów (zapisanych na ścianach, framugach okien i na podłogach więzienia), różnych modlitw, zapisków o Polsce, śmierci, oraz inicjałów, nazwisk, pseudonimów, rysunków, krzyży, oraz innych śladów pobytu aresztowanych. Duża część z nich pochodzi z okresu powstania warszawskiego.
Na ścianie celi nr 6 odkryto również napis, często przytaczany w następnych latach w literaturze historycznej i patriotycznej:

Łatwo jest mówić o Polsce
Trudniej dla niej pracować
Jeszcze trudniej umrzeć
A najtrudniej cierpieć

## Upamiętnienie
W latach 50. na frontowej ścianie po lewej stronie wejścia do budynku odsłonięto tablicę pamiątkową z piaskowca projektu Karola Tchorka.
Polacy osadzeni, więzieni i mordowani w gmachu byłego Ministerstwa Wyznań Religijnych i Oświecenia Publicznego w al. Szucha 25 oraz na Pawiaku zostali upamiętnieni na Grobie Nieznanego Żołnierza w Warszawie napisem na jednej z tablic: PAWIAK – AL. SZUCHA 1939–1945.

## Galeria

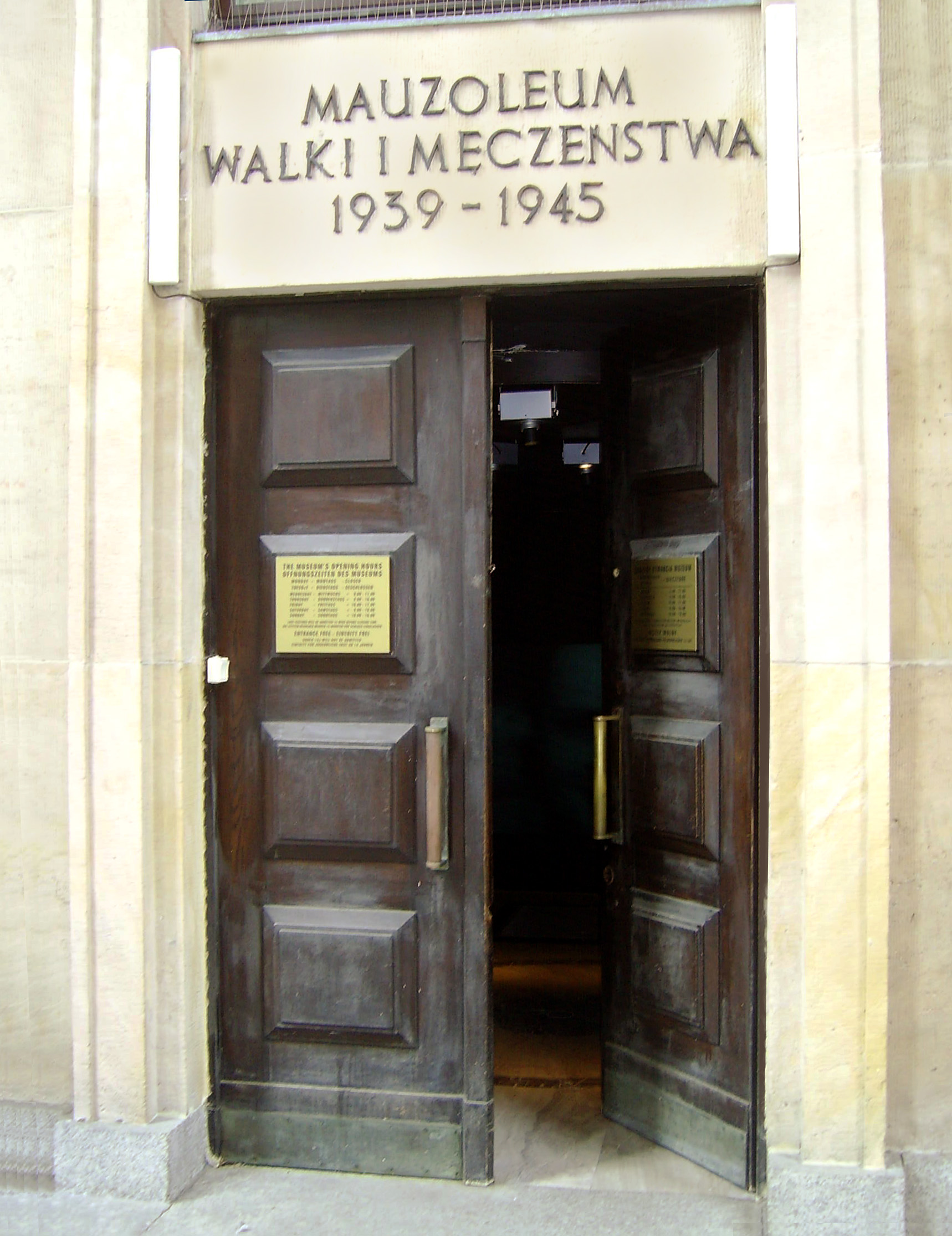
Wejście do mauzoleum
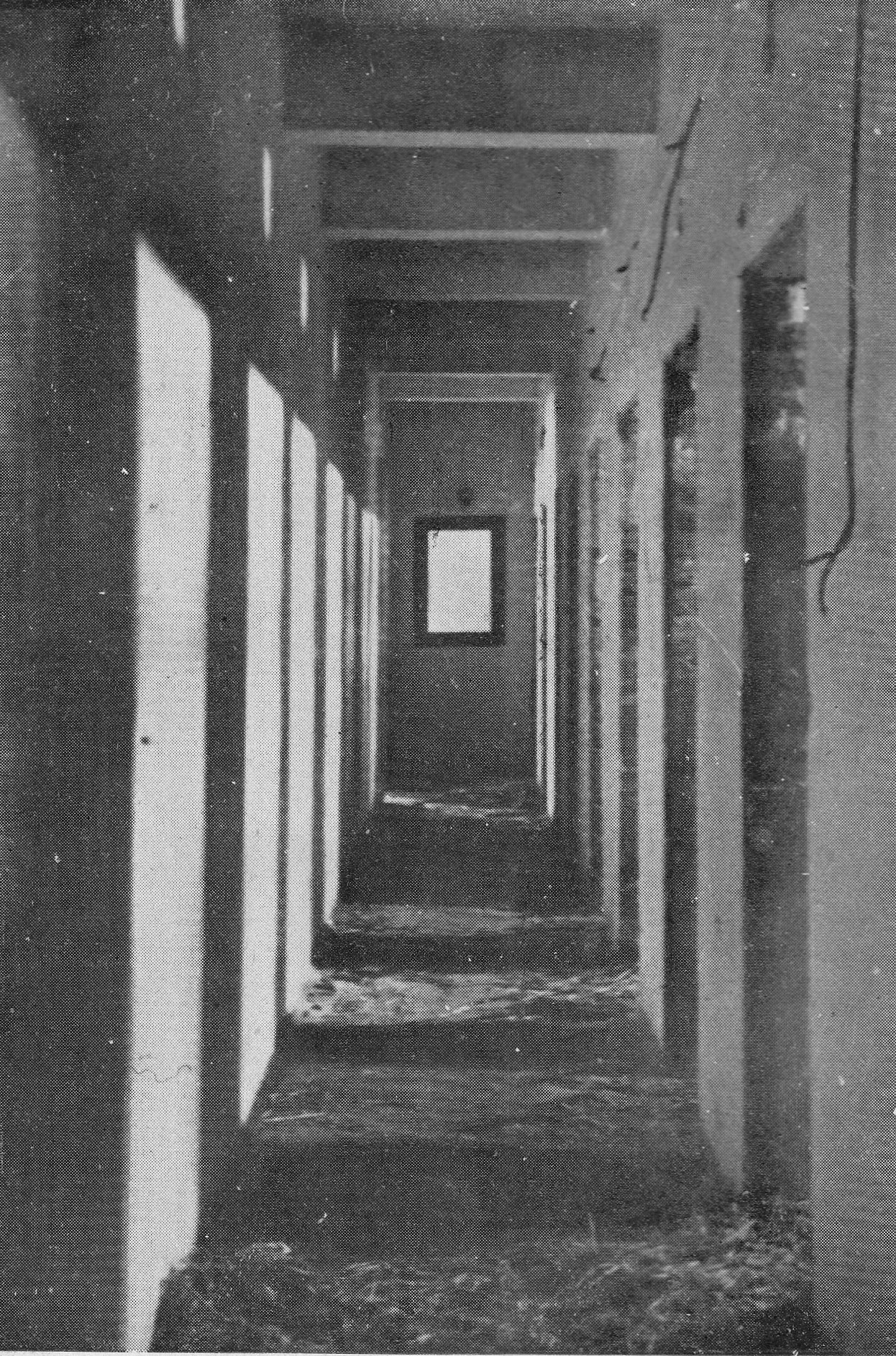
Korytarz prowadzący do 10 cel izolacyjnych po wojnie
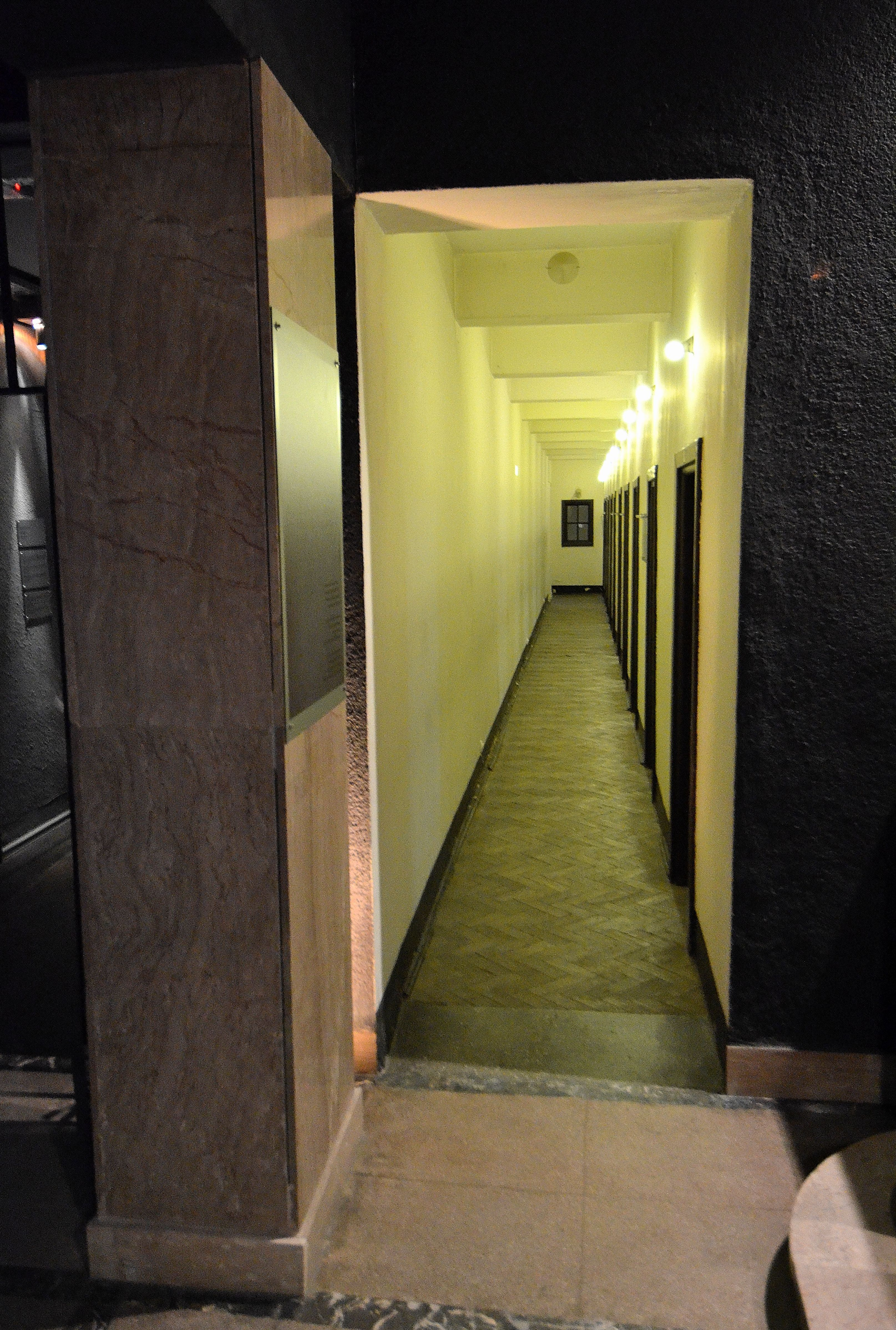
Korytarz współcześnie
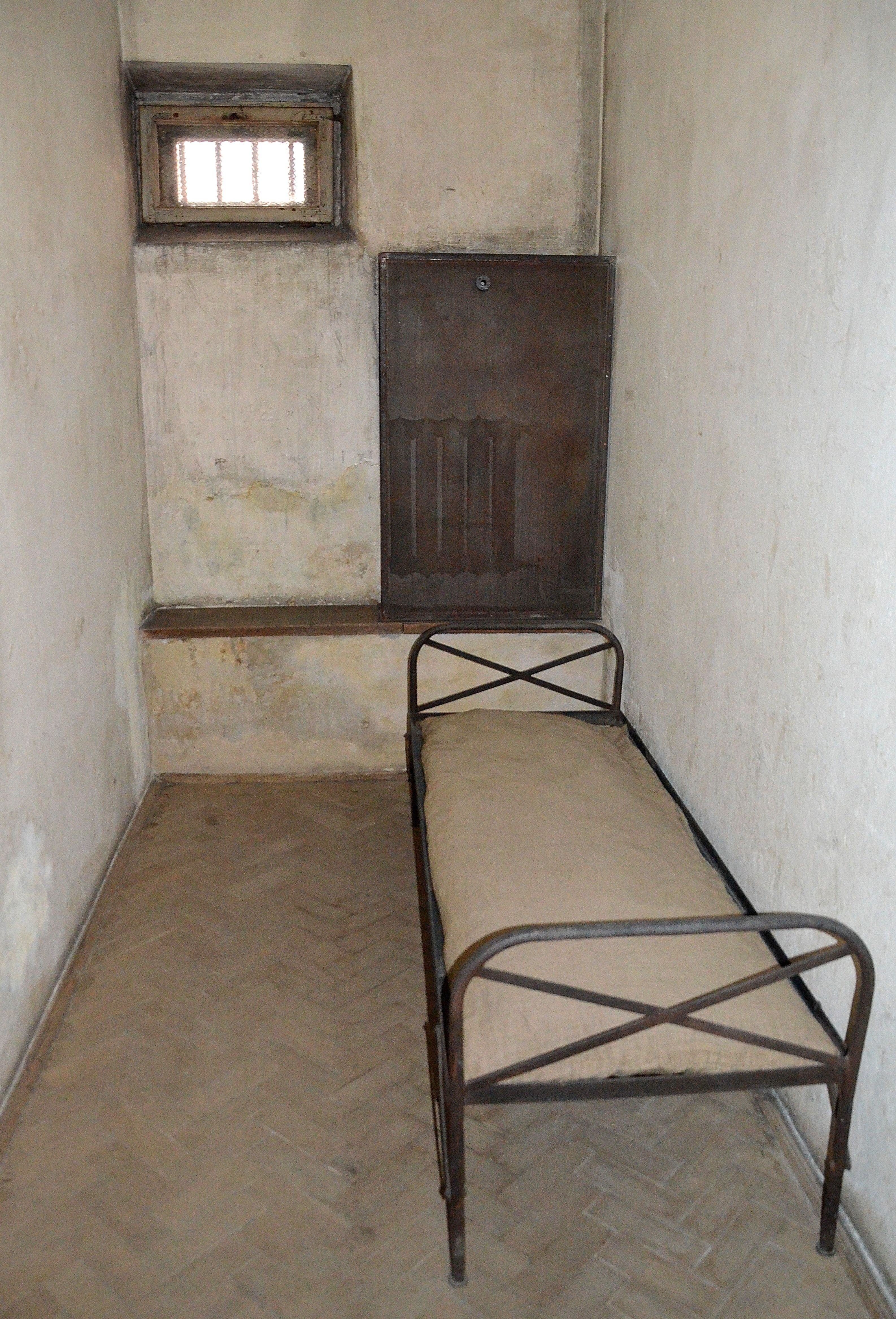
Wnętrze celi izolacyjnej
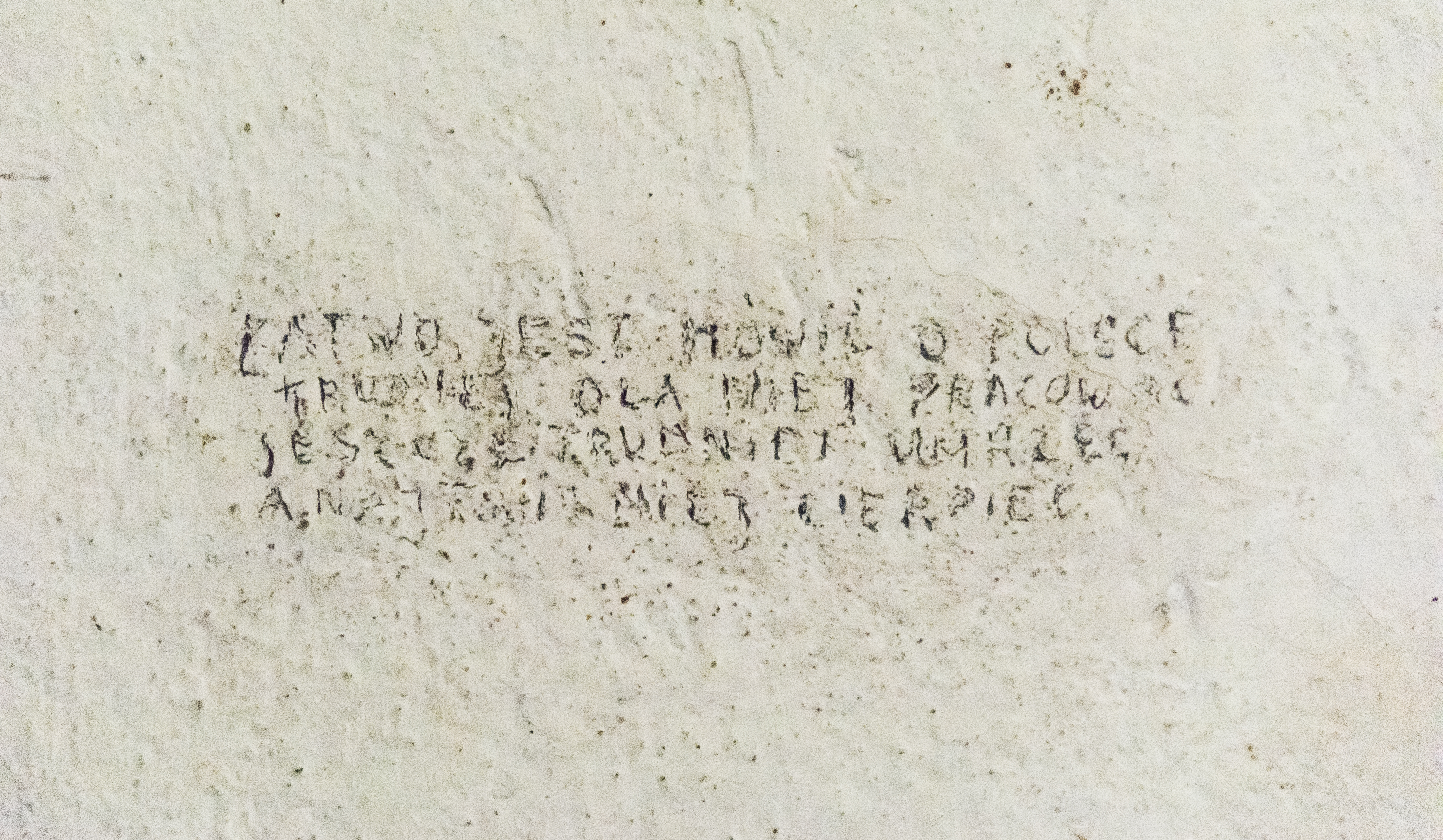
Napis w celi 6